# Воронинцівська ЗОШ I-II ступенів
Воронинцівська ЗОШ І-ІІ ступенів — загальноосвітня школа, розташована у с. Воронинці, Оржицького району Полтавської області.

## Загальні дані
Воронинцівська ЗОШ І—ІІ ступенів — розташована за адресою: 37711, вул. Центральна, 12-B, с. Воронинці, Оржицького району Полтавської області.
У школі навчається 40 учнів.
Педколектив начального закладу — 15 вчителів.
Директор школи — Трухан Лариса Миколаївна.

## Історія школи

### Початок роботи школи
Початок організованого навчання дітей в селі Воронинці, за розповідями старожилів, сягає II половини XIX століття.
В 1870 році у селі була відкрита церковно-приходська двокласна школа. Вона щорічно охоплювала навчанням близько 30 дітей.
1912 рік для Воронинець був щедрим – закінчено будівництво нової церкви та приміщення земської початкової школи. Було зведено початкові школи у Приймівщині, Максимівщині, Макарівщині. Ці села належали до Воронинцівського приходу. Всі школи почали діяти в січні 1913 року.
Вже в 1913-1914 p.p. в Воронинцівській школі навчалось 90 дітей.
Після Жовтневої революції кількість учнів у місцевій школі постійно зростала. В 1924 році вона стала семирічною.
В 1945 році школа стала середньою. Навчання проводилось у дві зміни, по класах налічувалось до 40 учнів.
Минали роки, зміцнювалась матеріальна база школи. Люди, які тут працювали, прикладали всі зусилля, щоб їх вихованці зростали справжніми патріотами своєї Батьківщини.
В зв'язку із будівництвом XI Полтавського цукрового заводу та відкриттям нової школи в робітничому селищі, в 1978 році Воронинцівську школу було ліквідовано. З 1979 по 1988 рік тут працював і діяв міжшкільний навчально-виробничий комбінат.
Майже 10 років сільські діти здобували освіту в Новооржицькій ЗОШ І—ІІІ ступенів. І лише завдяки зусиллям батьків, сільської ради і правління колгоспу імені Кірова в 1988 році школу знову було відкрито. Школа неодноразово займала призові місця серед основних шкіл за результатами підготовки до нового навчального року.
За період з 1911 року по даний час школу закінчили близько чотирьох тисяч осіб. Лише за 30 років, коли школа була середньою, із її стін вийшло 39 медалістів.

### Учительські династії
Перша учительська династія — це родина Литвинів.
Литвин Любов Миколаївна — учитель української мови та літератури, директор школи та її донька Литвин Юлія Юріївна — учитель початкових класів та інформатики. Любов Миколаївна почала працювати у нашій школі з 1989 року учителем української мови та літератури, а останні 10 років очолювала Воронинцівську ЗОШ І-ІІ ступенів. За її керівництва було відкрито дитячий садочок, їдальню, внутрішні туалети при школі, багато прикладено зусиль для облаштування школи.
Друга учительська династія — родина Васильченків.
Голова родини — Васильченко Федір Миколайович. Початком трудової діяльності була Новооржицька ЗОШ І—ІІІ ступенів, де працював спочатку військовим керівником, потім вчителем трудового навчання. В цій школі, на посаді вчителя початкових класів, працювала і дружина Федора Миколайовича – Васильченко Світлана Костянтинівна. Подружжя Васильченків мають двох дітей та двох онуків. Федір Миколайович працює у Воронинцівській ЗОШ І-ІІ ст. вчителем трудового навчання і фізкультури з 2005 року.
Син, Васильченко Ігор Федорович, працює у Воронинцівській ЗОШ І-ІІ ст. вчителем історії, правознавства та географії з 2010 року.
Васильченко Юлія Андріївна, дружина Ігора Федоровича, працює шкільним психологом та вихователем ГПД у Воронинцівській ЗОШ І-ІІ ст.
Третя учительська династія – сім’я Гончарових.
Мати і син нещодавно переїхали на батьківщину до с. Воронинці. Тут знайшли і свою роботу: разом вчителюють у місцевій школі.
Гончарова Ніна Василівна – працювала вчителем російської мови та літератури у Глобинському районі, пізніше - методистом районного відділу освіти. З вересня 2015 року працює вчителем російської мови та зарубіжної літератури у Воронинцівській ЗОШ І—ІІ ст.
Син Ніни Василівни, Гончаров Ігор Анатолійович – працював вчителем математики та інформатики у Глобинському районі. З вересня 2015 року працює вчителем інформатики і математики у Воронинцівській ЗОШ І-ІІ ст.

## Директори школи
- Матченко Микола Степанович (з 1913 р.);
- Сухаренко Федір Іванович (з 1924 р.);
- Припутень В.І (з 1929 р.);
- Васик Михайло Харитонович (з 1932 р.);
- Тарасенко Петро Іванович (з 1937 р.);
- Охріменко Тетяна Петрівна (з 1939 р.);
- Сириця Марія Яківна (з 1943 р.);
- Грінченко Андрій Максимович (з 1944 р.);
- Панасенко Давид Іванович (з 1947 р.);
- Шовкопляс Микола Васильович (з 1957 р.);
- Дерев'янко Іван Дмитрович (з 1961 р.);
- Каракаш Микола Микитович (з 1966 р.);
- Чекан Петро Васильович (з 1969 р.);
- Каракаш Микола Микитович (з 1971 р.);
- Безрода Іван Лукич (з 1973 р.);

1978 рік — Закрито школу
Відкрито міжшкільний навчально-виробничий комбінат — 1978 р.
- Безрода Іван Лукич (з 1978 р.);
- Власенко С. М. (з 1983 р.);
- Зозуля Олексій  Сергійович (з 1984 р.);
- Савченко Олександр Михайлович (з 1987 р.);
- Литвин Любов Миколаївна (з 2005 р.);
- Трухан Лариса Миколаївна (з 2015 р.);

## Випускники
- К.А. Федоренко — доктор технічних наук;
- Г.Я. Сергієнко — доктор технічних наук;
- П.П. Якимчук — доктор технічних наук;
- В.А. Сластьоненко — кандидат суспільних наук;
- Б.Д. Панасенко — кандидат географічних наук;
- В.І. Федоренко — доктор медичних наук;
- В.О. Бараненко — художник України;
- О.А. Бибик — голова Новооржицької сільської ради